# منطقه صنعتی دوحه
منطقه صنعتی دوحه یک منطقهٔ مسکونی و صنعتی در قطر است که در شهرداری دوحه واقع شده‌است. منطقه صنعتی دوحه ۳۲٫۱ کیلومتر مربع مساحت و ۲۶۱٬۴۰۱ نفر جمعیت دارد.